# Asplenium scleroprium
Asplenium scleroprium är en svartbräkenväxtart som beskrevs av Homb. och Jacq. Asplenium scleroprium ingår i släktet Asplenium och familjen Aspleniaceae. Inga underarter finns listade.